# 通江街道 (乐山市)
通江街道，是中华人民共和国四川省乐山市市中区下辖的一个乡镇级行政单位。2019年12月，将通江街道长征社区、道座庙社区所属行政区域划归绿心街道管辖。

## 行政区划
通江街道下辖以下地区：
通江社区、岷河社区、雪杉社区、长征社区、乐达社区、王河社区、敖坝社区、蟠龙社区、道座庙社区和檀木嘴村。